# Оттаквичи
Оттаквичи (англ. Ottauquechee River) — река в штате Вермонт, США. До 1908 года река носила наименование Отта-Квичи или Квичи. Последнее название употребляется и сегодня среди местного населения.
Длина реки — 66 км. Является притоком реки Коннектикут, впадающей в пролив Лонг-Айленд.
Река Кьючи берёт начало в Зелёных горах округа Ратленд недалеко от городка Киллингтон. Река протекает по территории округа Виндзор через такие города, как: Бриджуотер, Вудсток, Памфрит, Хартфорд и Хартленд, а также деревни Вудсток и Квичи. Реку по мосту пересекает автомагистраль US 4.
В долине реки расположены живописное ущелье Квичи и парк штата Квичи.

## Галерея

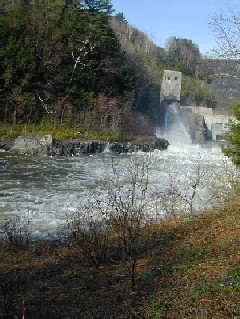
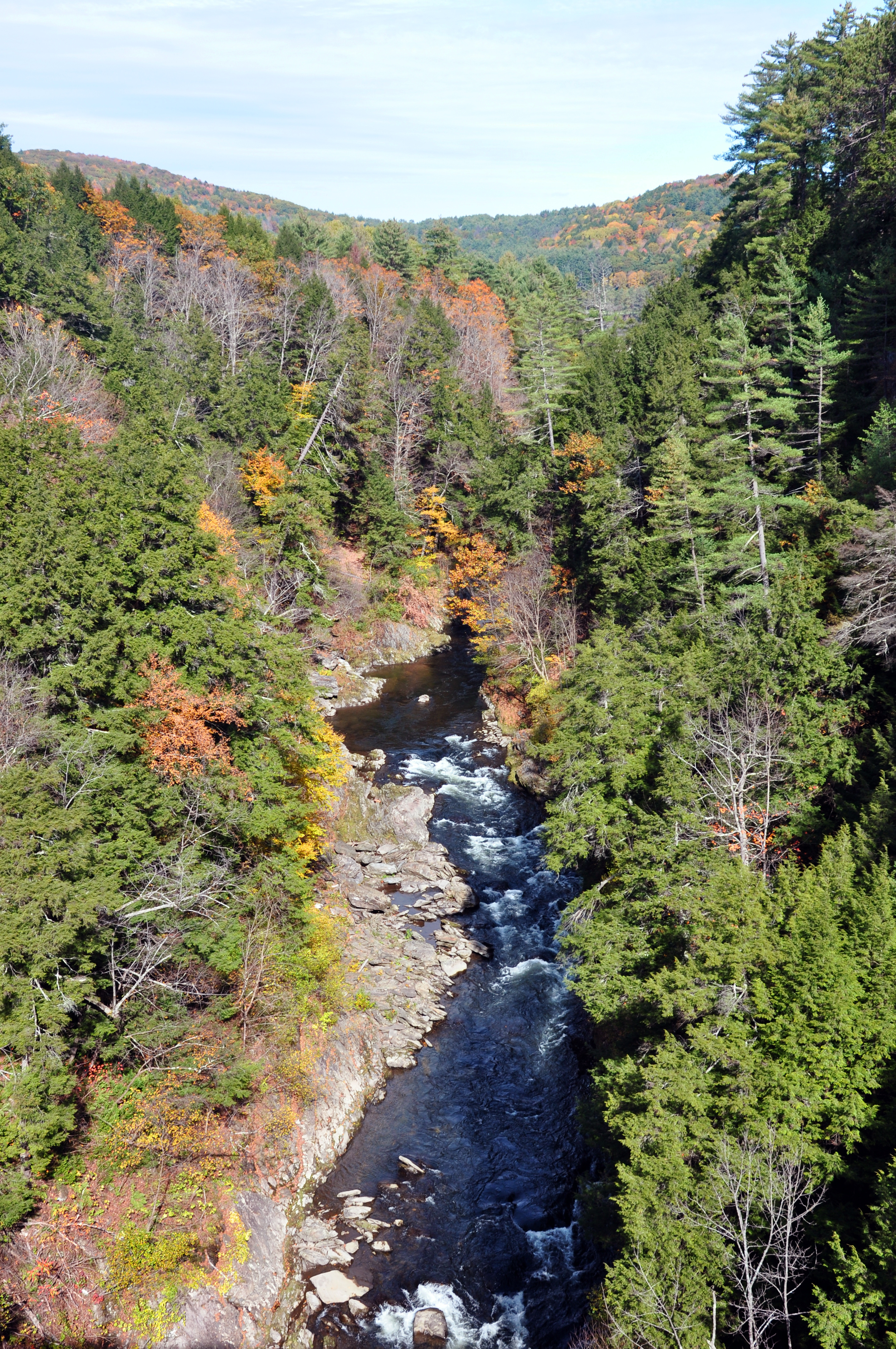
Ущелье Квичи
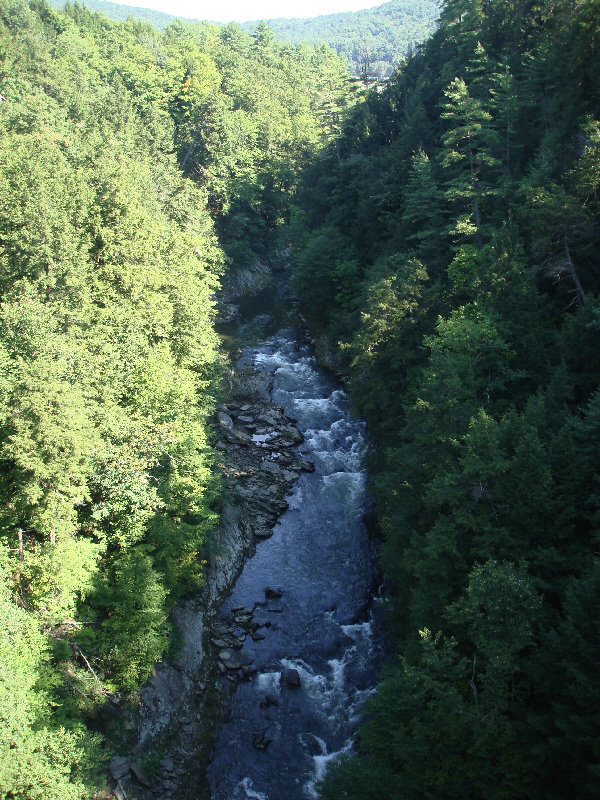
В парке штата Квичи